# Agustín Argüelles
Agustín de Argüelles Álvarez (Ribadesella, 18 agosto 1776 – Madrid, 26 marzo 1844) è stato un politico e diplomatico spagnolo.

## Biografia
Diplomatico a Londra e Lisbona, richiese l'intervento inglese contro le truppe di Napoleone Bonaparte. Nel 1810 fu eletto alla Cortes di Cadice e nel 1812 redasse il preambolo costituzionale, per il quale fu esiliato. Nel 1820 partecipò ai moti, ma fu respinto. Nel 1840 divenne tutore di Isabella II di Spagna e tenne questo ruolo fino al 1844.
Argüelles fu un importante massone, Fu Gran maestro del Grande Oriente di Spagna fondato da Giuseppe Bonaparte, riuscì a riunire i due Grandi Orienti spagnoli che si facevano concorrenza e ne rimase il Gran Maestro fino al 1821. In seguito créo un Supremo Consiglio del Rito scozzese antico ed accettato, del quale fu Sovrano Gran Commendatore.